# Luis Tribaldos de Toledo
Luis Tribaldos de Toledo, (nació en Tébar, Cuenca, 1558, pero siendo muy pequeño se trasladó a vivir a San Clemente - Madrid, 20 de octubre de 1634) humanista, geógrafo e historiador español.

## Biografía
Nacido allá por 1558, se declaró unas veces natural de Tébar y otras de San Clemente, lugares en la jurisdicción conquense de Alarcón. Estudió nueve años en el Colegio Trilingüe de Alcalá de Henares. Aunque Diego Barros creyó que era clérigo, M.ª Isabel Viforcos ha descubierto entre otros detalles que en realidad estaba casado con Casilda de la Peña y le sobrevivían dos hijos, Luis el mayor y Francisco el menor. De estilo algo ampuloso, pero historiador de buen criterio e imparcial, fue protegido por el Conde-Duque de Olivares, quien le empleó como bibliotecario suyo; fue amigo del poeta Esteban Manuel de Villegas. 
Habiendo cursado Artes, fue luego por oposición profesor de retórica en la Universidad de Alcalá (entre 1587 y 1594) y por entonces escribió poesía castellana y latina en diversas obras de retórica, gramática y comentarios de textos sagrados. Seguramente a partir de 1595 fue preceptor de Juan de Tassis y Peralta, segundo conde de Villamediana, y en 1599, maestro y discípulo avalaban con sendos sonetos la Milicia y descripción de las Indias, obra de Bernardo Vargas Machuca (Madrid: Pedro de Madrigal); es más, fue con él a Valladolid cuando la corte de Felipe III se instaló allí en 1603 y en ese mismo año lo acompañó a Inglaterra como secretario e intérprete para el latín; las difíciles gestiones de entonces desembocaron en éxito, con el tratado de Londres de 27 de agosto de 1604 que ponía fin a un largo periodo de hostilidades anglohispanas (1585-1604), lo que le valió el título de Conde de Villamediana a su señor. Allí no se encontró con el gran helenista ginebrino Isaac Casaubon, como se ha postulado, aunque sin embargo tuvo con él intercambio epistolar; es más probable que estuviera en Amberes en 1604.
Estuvo en Italia, más en concreto, en Nápoles, acompañando al exilio al Conde, al menos en 1611, y quizá antes, en 1605, estando Tribaldos todavía soltero, aunque prometido desde 1610. A su vuelta se asentó en Madrid y su firma aparece en las aprobaciones de la traducción de Juan de Mesa de La Eneida y de las Églogas y Geórgicas de Virgilio (1614) y los comentarios a Aristóteles del jesuita Antonio Rubio de Rueda (1615), y sus versos latinos se estampan en los preliminares de un buen número de obras de entonces. No había considerado todavía publicar obras que ya tenía escritas: la Oratio de laudibus et virtutibus scientarum habita Compluti (1591), o el De regionibus Tharsis et Ophir (1620), hasta que adviene al trono Felipe IV y su suerte mejora notablemente, pues su valido el Conde-duque de Olivares contó con él para ordenar su biblioteca; ya era considerado un hombre docto por escritores como Vicente Espinel, Francisco de Herrera Maldonado, Lope de Vega y Tamayo de Vargas; dominaba, aparte del latín, griego y hebreo, el francés y el italiano, cuando desde 1625 fue nombrado Cronista mayor de Indias, un cargo espinoso pero bien retribuido (ciento y cincuenta mil maravedís de salario, y con otros extras casi setecientos ducados) al que aspiraban también Gil González Dávila y los doctores Eugenio de Narbona, Tomás Tamayo de Vargas y otros nueve nombres entre los cuales se incluían Antonio de León Pinelo y Lope de Vega. Se le debe como tal una Vista General de las Continuadas guerras, difícil conquista del gran reino, provincia de Chile, sin terminar, que solo llegó a imprimirse en 1864 gracias al chileno Diego Barros Arana, que sacó una copia de otra copia parcial hecha por el erudito ilustrado Juan Bautista Muñoz del manuscrito original perdido, entonces en la Real Academia de la Historia. Salvó gran parte de las obras del poeta Francisco de Figueroa, el Divino (h. 1530 - d. 1588) y las editó en Lisboa en 1625. Editó también la Guerra de Granada de Diego Hurtado de Mendoza, que andaba manuscrita en numerosas copias desde 1610, también en Lisboa (1627), con un prólogo; y aunque preparó la edición de  la Crónica del Conde Fernán González, no llegó a entregarla a la imprenta. Otra obra suya fue la Epaenesis Iberica, siue de laudibus Hispaniae Poematium, impresa en Amberes por Baltasar Moreti en 1632. Pero ya su salud se resentía, falleció y fue enterrado el 20 de octubre de 1634 en la parroquia madrileña de San Juan, aunque él vivía en la de Santiago, según especifica la partida de inhumación transcrita por J. García Soriano.
Existe, por otra parte, una interesante correspondencia entre Tribaldos y el marqués de Estepa en que disputan, cada vez más duramente, acerca de la traducción al árabe de los plomos del Sacromonte; mientras que Tribaldos afirmaba que estos eran una falsificación, el marqués estaba seguro de que eran genuinos y antiguos textos cristianos. Tribaldos acusa además al arzobispo de Granada, Pedro Vaca de Castro, de haber sobornado al arzobispo maronita de Monte Líbano, uno de los primeros traductores, para que cambiara la primera traducción que había realizado, lo que Estepa rechazó encolerizado. 
Como humanista es también responsable de algunas traducciones, como La geographia de Pomponio Mela, Madrid: D. Diaz de la Carrera, 1642, acompañada de notas y un índice muy copioso. Le elogió Lope de Vega en su Laurel de Apolo.

## Obras
- Oratio de laudibus et virtutibus scientarum habita Compluti (1591).
- De regionibus Tharsis et Ophir (1620).
- Vista General de las Continuadas guerras, difícil conquista del gran reino, provincia de Chile, 1864, impresa en el IV tomo de la Colección de Historiadores de Chile y Documentos relativos a la Historia Nacional, junto a la Historia militar, civil y sagrada de lo acaecido en la conquista y pacificación del reino de Chile del jesuita Miguel Olivares. Hay edición crítica moderna con el título Historia General de las continuadas guerras i difícil conquista del Gran Reino i Provincias de Chile, desde su primer descubrimiento por la Nación Española, en el orbe antártico, hasta la era presente. Edición, introducción, apéndice documental, notas e índices: María Isabel Viforcos Marinas. Universidad de León, León, 2009.
- Epaenesis Iberica, siue de laudibus Hispaniae Poematium, Amberes: Baltasar Moreti. 1632.
- Trad. de Pomponio Mela, Geographia ilustrada con notas..., Madrid: D. Diaz de la Carrera, 1642.
- Trad. de Dion Crisóstomo, Historia de Dion, que Troya no fue conquistada de Dión Chrisostomus traducida del griego, con la traducción de Appianus de Jaime Bartolomé
- Ed. de Francisco de Figueroa, Lisboa, Pedro Crasbeeck, 1625.
- "Breve discurso sobre Francisco de Figueroa", 1625, en la obra anterior, reimpreso por Pedro Estala en su edición.
- Ed. de la Guerra de Granada de Diego Hurtado de Mendoza, Lisboa, Giraldo de la Viña, 1627.